# The Animal Song
"The Animal Song" és el primer senzill Affirmation, segon àlbum de Savage Garden. Els membres del grup la van compondre per la banda sonora de la pel·lícula The Other Sister, però també va formar part de l'àlbum recopilatori Truly Madly Completely: The Best of Savage Garden. Fou la primera col·laboració amb el productor Walter Afanasieff, que posteriorment també va encarregar-se de la producció d'Afirmation.
El videoclip fou dirigit per Jim Gable i mostra a Darren Hayes caminant enmig d'una desfilada i escenes de Juliette Lewis de la pel·lícula The Other Sister.
Va tenir èxit a diversos països però només va ser número 1 al Canadà.

## Llista de cançons
| CD1 1. "The Animal Song" − 4:39 2. "Santa Monica" (Bittersweet Remix) – 5:00 CD2 1. "The Animal Song" (versió ràdio) − 3:42 2. "Carry on Dancing" (Ultraviolet Mix) – 6:44 3. "The Animal Song" (instrumental) – 4:17 4. "All Around Me" – 4:11 5. "Break Me Shake Me" (Broken Mix) – 4:18 1. "The Animal Song" − 4:39 2. "Santa Monica" (Bittersweet Remix) – 5:00 1. "The Animal Song" − 4:39 2. "The Animal Song" (versió ràdio) − 3:42 3. "Santa Monica" (Bittersweet Remix) – 5:00 | CD1 1. "The Animal Song" (versió ràdio) − 3:42 2. "Carry on Dancing" (Ultraviolet Mix) – 6:44 3. "The Animal Song" (instrumental) – 4:17 CD2 1. "The Animal Song" − 4:39 2. "All Around Me" – 4:11 3. "Break Me Shake Me" (Broken Mix) – 4:18 Casset 1. "The Animal Song" − 4:39 2. "All Around Me" – 4:11 1. "The Animal Song" − 4:39 2. "The Animal Song" (versió ràdio) − 3:42 3. "The Animal Song" (7" vocal mix) − 4:21 4. "The Animal Song" (instrumental) – 4:17 5. "The Animal Song" (a cappella) – 3:46 |